# Ведильцівське (заказник)
Веди́льцівське — ботанічний заказник місцевого значення в Україні. Розташований у межах Чернігівського району Чернігівської області, на захід і південний захід від села Ведильці. 
Площа 796 га. Статус присвоєно згідно з рішенням Чернігівського облвиконкому від 04.12.1978 року № 529; від 27.12.1984 року № 454; від 28.08.1989 року № 164; від 31.07.1991 року № 159; рішення Чернігівської обласної ради від 14.05.1999 року. Перебуває у віданні ДП «Чернігівське лісове господарство» (Пакульське л-во, кв. 5, 6, 11, 12, 17, 18, 21, 22, 25, 26, 29, 30, 34). 
Статус присвоєно для збереження частини лісового масиву з високопродуктивними насадженнями сосни.